# Stuart Woods
Stuart Woods (Manchester, 9 gennaio 1938 – Washington, 22 luglio 2022) è stato uno scrittore statunitense.

## Biografia
Nato a Manchester, in Georgia, nel 1938, ha vissuto e lavorato tra la Florida, il Maine e il Nuovo Messico.
Dopo la laurea nel 1959 all'Università della Georgia, si è arruolato nella Air National Guard prima d'iniziare a lavorare nel settore pubblicitario a New York e in seguito a Londra dove ha vissuto tre anni.
Trasferitosi quindi in Irlanda, si è dedicato alla navigazione da diporto e ha partecipato a molte competizioni con il suo mirror mentre coltivava la passione per la scrittura lavorando al suo primo romanzo.
A partire dal suo esordio nel 1981 con il Premio Edgar Chiefs, ha pubblicato più di 50 romanzi gialli ottenendo nel 1997 il Grand prix de littérature policière con Imperfect Strangers.

## Opere

### Serie Stone Barrington
1. New York Dead (1991)
2. Dirt (1996)
3. Dead in the Water (1997)
4. Swimming to Catalina (1998)
5. Worst Fears Realized (1999)
6. L.A. Dead (2000)
7. Cold Paradise (2001)
8. The Short Forever (2002)
9. Un brutto affare (Dirty Work, 2003), Milano, Longanesi, 2005 traduzione di Alan D. Altieri ISBN 88-304-2149-9.
10. Reckless Abandon (2004)
11. Two-Dollar Bill (2005)
12. Morte sull'isola (Dark Harbor, 2006), Milano, Longanesi, 2008 traduzione di Sacha Rosel ISBN 978-88-304-2537-8.
13. Fresh Disasters (2007)
14. Shoot Him If He Runs (2007)
15. Hot Mahogany (2008)
16. Loitering With Intent (2009)
17. Kisser (2009)
18. Lucid Intervals (2010)
19. Strategic Moves (2011)
20. Bel-Air Dead (2011)
21. Son of Stone (2011)
22. D.C. Dead (2011)
23. Unnatural Acts (2012)
24. Severe Clear (2012)
25. Collateral Damage (2013)
26. Unintended Consequences (2013)
27. Doing Hard Time (2013)
28. Standup Guy (2014)
29. Carnal Curiosity (2014)
30. Cut ans Thrust (2014)
31. Paris Match (2014)
32. Insatiable Appetites (2015)
33. Hot Pursuit (2015)
34. Naked Greed (2015)
35. Foreign Affairs (2015)
36. Scandalous Behavior (2016)
37. Family Jewels (2016)
38. Dishonorable Intentions (2016)
39. Sex, Lies, and Serious Money (2016)
40. Below the Belt (2017)
41. Fast & Loose (2017)
42. Indecent Exposure (2017)
43. Quick & Dirty (2017)
44. Unbound (2018)
45. Shoot First (2018)
46. Turbulence (2018)
47. Desperate Measures (2018)

### Serie Will Lee
1. Run Before the Wind (1983)
2. Intrigo profondo (Deep Lie, 1986), Milano, Sperling & Kupfer, 1987 traduzione di Elena Bona ISBN 88-200-0700-2.
3. Grass Roots (1989)
4. The Run (2000)
5. Capital Crimes (2003)
6. Mounting Fears (2008)

### Serie Ed Eagle
1. Sante Fe Rules (1992)
2. Short Straw (2006)
3. Sante Fe Dead (2008)
4. Sante Fe Edge (2010)

### Serie Holly Barker
1. Orchid Beach (1998)
2. Orchid Blues (2001)
3. Blood Orchid (2002)
4. Iron Orchid (2005)
5. Hothouse Orchid (2009)

### Serie Rick Barron
1. The Prince of Beverly Hills (2004)
2. Beverly Hills Dead (2008)

### Serie Teddy Fay (con Parnell Hall)
1. Smooth Operator (2016)
2. The Money Shot (2018)

### Altri romanzi
- Chiefs (1981)
- In fondo al lago (Under the Lake, 1987), Milano, Sperling & Kupfer, 1989 traduzione di Maria Magrini ISBN 88-200-0920-X.
- Carico bianco (White Cargo, 1988), Milano, Sperling & Kupfer, 1990 traduzione di Grazia Alineri ISBN 88-200-0971-4.
- Palindromo: la doppia verità (Palindrome, 1992), Milano, Sperling & Kupfer, 1993 traduzione di Maria Magrini ISBN 88-200-1650-8.
- L.A. Times (1993)
- Dead Eyes (1994)
- Heat (1994)
- Imperfect Strangers (1995)
- Choke (1995)
- Barely Legal con Parnell Hall (2017)

### Miscellanea
- Blue Water, Green Skipper (1977)
- A Romantic's Guide to the Country Inns of Britain and Ireland (1979)

## Premi e riconoscimenti
- Edgar Allan Poe Award per il miglior primo romanzo di un autore americano: 1982 per Chiefs
- Grand prix de littérature policière: 1997 per Imperfect Strangers